# Panisk Påske
Panisk Påske er en tv-serie i fem afsnit instrueret og skrevet af Nikolaj Peyk. Den blev sendt på DR Ultra første gang 2. april 2015.

## Medvirkende (i udvalg)
- Mia Lyhne
- Sune Svanekier
- Mikkel Vadsholt
- Jonas Schmidt
- Geo